# گتو استانیسلاووف
گتو استانیسلاووف (به لهستانی: Getto w Stanisławowie، آلمانی: Ghetto Stanislau) گتویی نازی بود که توسط اس‌اس در سال ۱۹۴۱ در استانیسلاووف (امروزه ایوانو-فرانکیفسک) در اوکراین غربی گشایش یافت. پیش از ۱۹۳۹، این شهر بخشی از جمهوری دوم لهستان بود، اما پس از حمله آلمان به اتحاد جماهیر شوروی، آلمان نازی این شهر را به ناحیه گالیسیا، تحت منطقه پنجم دولت عمومی، افزود.
در ۱۲ اکتبر ۱۹۴۱، در طی رویدادی موسوم به «یکشنبه خونین»، حدود ۱۰٬۰۰۰ تا ۱۲٬۰۰۰ یهودی توسط مردان با لباس متحدالشکل اس‌اس از گردان‌های زیخرهایتس‌پولیتزای و گردان‌های پلیس نظم با کمک پلیس کمکی اوکراین درون گورهای دسته‌جمعی در گورستان یهودیان این شهر تیرباران شدند. دو ماه پس از آن، گتو به‌طور رسمی برای ۲۰٬۰۰۰ یهودی باقی مانده از کشتار تأسیس شد و در ۲۰ دسامبر ۱۹۴۱ با ساخته شدن دیوارهایی به دور آن ارتباطش با جهان بیرون قطع شد. بیش از یک سال بعد، در فوریه ۱۹۴۳ و هنگامی که دیگر یهودی‌ای در آن نگهداری نمی‌شدند، گتو به شکل رسمی منحل شد.

## پیش‌زمینه
طبق سرشماری لهستان در سال ۱۹۳۱، استان استانیسلاووف دارای ۱۹۸٬۴۰۰ تن سکنه بود. از این میان ۱۲۰٬۲۱۴ تن مسیحی ارتدکس (اوکراینی و روس)، ۴۹٬۰۳۲ کاتولیک و ۲۶٬۹۹۶ یهودی بودند. جمعیت پایتخت استان به سرعت از ۲۸٬۲۰۰ نفر در سال ۱۹۲۱ به ۶۰٬۰۰۰ نفر در سال ۱۹۳۱ افزایش یافت (یا ۷۰٬۰۰۰ نفر شامل حومه شهر که در سال ۱۹۲۴ در این شهر ادغام شدند).
در جریان تهاجم به لهستان در سال ۱۹۳۹ توسط آلمان نازی و اتحاد جماهیر شوروی، این استان در سپتامبر توسط ارتش سرخ تصرف شد. جنایات NKVD شوروی علیه مردم محلی شامل کشتار ۲۵۰۰ زندانی سیاسی، شامل اوکراینی‌ها، لهستانی‌ها و یهودیان، در شهر درست پیش از اشغال آن توسط نازی‌ها بود. زنان با ده‌ها کودک، در میان حداقل ۵۲۴ قربانی که ناچار به حفر گورهای دسته‌جمعی خود شده بودند، توسط نیروهای شوروی در دره خلوت دمیانوف لاز در خارج از شهر تیرباران شدند.

## قساوت‌های نازی
در هنگام اشغال استانیسلاووف توسط ارتش مجارستان در ۲ ژوئیه ۱۹۴۱، بیش از ۵۰٬۰۰۰ یهودی در شهر و حومه آن زندگی می‌کردند. آلمانی‌ها در تاریخ ۲۶ ژوئیه وارد شدند. در همان روز، زیرگروه گشتاپو دستور داد تا یودنرات در شهر برقرار شود. ریاست یودنرات شهر را اسرائیل سیبالد بر عهده داشت. در ۱ اوت ۱۹۴۱، گالیسیا تبدیل به منطقه پنجم دولت عمومی شد. یک روز بعد، به لهستانی‌ها و یهودیان تحصیل‌کرده دستور داده شد که تحت لوای «ثبت نام» برای استقرار، به پلیس مراجعه کنند. از میان هشتصد مردی که آمدند، ششصد نفر توسط سیپو به جنگلی به نام چارنی لاس (Czarny Las)، در نزدیکی روستای پاولچه منتقل شده، و به شکل پنهانی کشته شدند. خانواده‌های این افراد (۸۰ درصد یهودی) از آنچه بر ایشان گذشت آگاه نبودند و حتی پس از کشتار آن‌ها، به ارسال بسته‌ها برای بستگانشان ادامه دادند.
فرماندهی استانیسلاووف به دست فرمانده ای از اس‌اس، هانس کروگر، بود. تحت فرماندهی وی، در ۸–۹ اوت ۱۹۴۱ لهستانی‌ها و یهودیان دیگری در استانیسلاووف از جمله معلمان، کارمندان دولت و استادان دستگیر شدند. آن‌ها طبق فهرستی احضار شدند، که پیشتر توسط شبه‌نظامیان مردمی اوکراین که به پلیس امنیت آلمان کمک می‌کردند (رسماً پلیس کمکی اوکراین که در اواسط ماه اوت توسط هاینریش هیملر ایجاد شده بود)، تهیه شده بود. در ۱۵ اوت، زندانیان با کامیون‌های سرپوشیده به مکانی در نزدیکی شهر، به نام جنگل سیاه (چارنی لاس) منتقل و اعدام شدند. تعداد قربانیان ۲۰۰–۳۰۰ نفر تخمین زده می‌شود.

### کشتار یکشنبه خونین
در ۱۲ اکتبر ۱۹۴۱ به دستور هانس کروگر هزاران یهودی برای «گزینش» در میدان بازار رینگ‌پلاتز گرد آورده شدند. نیروهای نازی (توسط گردان پلیس نظم ۱۳۳ که از لمبرگ آورده شده بود و پلیس اوکراینی پشتیبانی می‌شدند) آنها را تا گورستان یهودیان شهر، جایی که پیشتر گورهای دسته‌جمعی آماده شده بودند، همراهی کردند. در راه، نگهبانان اوکراینی و آلمانی زندانیان را مورد ضرب و شتم و شکنجه قرار دادند. در گورستان، یهودیان ناچار شدند اشیای قیمتی خود را تحویل و برگه‌های شناسایی خود را نشان دهند. تعدادی از آن‌ها آزاد شدند. تیراندازان سپس به یهودیان که به صورت گروهی جمع شده بودند دستور دادند تا برهنه شده و به سوی گورها حرکت کنند. مردان زیخرهایتس‌پولیتزای (سیپو) نخستین کسی بودند که اقدام به آتش کردند، و اقدامشان توسط اعضای پلیس نظم نورنبرگ و پلیس راه‌آهن باهن‌شوتس دنبال شد. قربانیان یا در گورها سقوط می‌کردند یا پیش از کشته شدن به آنها دستور داده می‌شد که به درون گور بپرند. میان ۱۰ تا ۱۲ هزار یهودی به قتل رسیدند: از جمله مرد، زن و کودک. تیراندازان از ساعت ۱۲ ظهر شروع به شلیک کردند و با نوبت گرفتن بدون توقف ادامه دادند. در کناره محل عملیات میزهای پیک نیکی با بطری‌های ودکا و ساندویچ برای کسانی که نیاز به استراحت از صدای بلند تیراندازی‌ها داشتند، گذاشته شده بودند. تلاش شد تا پس از تاریکی هوا نیز عملیات با نورافکن ادامه پیدا کند اما فرماندهان سرانجام منصرف شدند، و اسیران باقیمانده را آزاد کردند. این عملیات (به آلمانی: Aktion) که از نظر مقیاس در تاریخ هولوکاست تا پیش از آن در لهستان اشغالی بی‌سابقه بود، با عنوان «یکشنبه خونین» (به آلمانی: Blutsonntag) شناخته می‌شد. پس از عملیات، «جشنی پیروزی» در همان شب در مقر آلمانی‌ها برگزار شد.
کشتار یکشنبه خونین در ۱۲ اکتبر ۱۹۴۱ بزرگترین کشتار یهودیان لهستانی بود که توسط پلیس متحدالشکل در دولت عمومی پیش از نسل‌کشی عملیات راینهارد در سال ۱۹۴۲ انجام شد. پیش از آن چندین کشتار، از جمله کشتار جمعه سرخ ۵۰۰۰ یهودی در گتو بیاویستوک در ۲۷ تا ۲۸ ژوئن ۱۹۴۱ توسط گردان پلیس ۳۰۹، صورت گرفته بودند، اما کشتار یکشنبه خونین بزرگترین چنین جنایت‌هایی پیش از روی دادن کشتار بابی یار ۳۳٬۰۰۰ یهودی توسط گردان پلیس ۴۵ در رایخس‌کومیساریات اوکراین، و نیز عملیات جشن برداشت با ۴۳٬۰۰۰ قربانی در اردوگاه کار اجباری مایدانک و زیربخش‌های آن در ۳ نوامبر ۱۹۴۳ بود.